# Carpomys
Carpomys là một chi động vật có vú trong họ Muridae, bộ Gặm nhấm. Chi này được Thomas miêu tả năm 1895. Loài điển hình của chi này là Carpomys melanurus Thomas, 1895.

## Các loài
Chi này gồm các loài: